# Krzyżanówek
Krzyżanówek is een plaats in het Poolse district  Kutnowski, woiwodschap Łódź. De plaats maakt deel uit van de gemeente Krzyżanów en telt 200 inwoners.